# Östrogendominans

Diagram över menscykeln. Uppifrån och ner: Äggmognad, kroppstemperatur, hormonbalans, livmoderslemhinnans tillväxt.

Östrogendominans avser tillståndet att mängden östrogen relativt, framför allt progesteron, är  hög.
Östrogendominans kan avse den normala variationen under en fertil kvinnas menstruationscykel, när östrogenet i normalfallet är högre än progesteronet, det vill säga under follikelfasen (veckorna från menstruation till ägglossning). Detta till skillnad från lutealfasen, som i dessa fall betecknas progesterondominans. Det kan också avse en klass p-piller.

## Pseudovetenskap
Inom naturmedicinen talas om östrogendominans i en annan mening, och avser då i synnerhet ett tänkt tillstånd under klimakteriet, att vissa kvinnor inte ser samma sänkning av östrogenet som av progesteronet, ett tillstånd som försöker behandlas. Uppfattningen är inte delad av den traditionella medicinen. Denna hypotes lades först fram av John R. Lee och Virginia Hopkins 1996 i deras bok What Your Doctor May Not Tell You About Menopause: The Breakthrough Book on Natural Progesterone. Uppfattningen ledde till att flera personer blev motståndare till hormonterapi med östrogen. Denna uppfattning har motbevisats av den etablerade forskarvärlden.